# Пуцу Оларулуј (Васлуј)
Пуцу Оларулуј (рум. Puțu Olarului) насеље је у Румунији у округу Васлуј у општини Ибанешти. Oпштина се налази на надморској висини од 123 m.

## Становништво
Према подацима из 2002. године у насељу је живело 140 становника, од којих су сви румунске националности.